# UB-110号潜艇
陛下之UB-110号艇是德意志帝国海军于第一次世界大战期间建造的其中一艘UB-III型近岸潜艇或称U艇。它由汉堡的布洛姆与福斯船厂承建，于1917年9月1日新船下水，至1918年3月23日交付使用。其全长55.3米，水面及水下排水量分别为510吨和629吨，艇载武器则包括五具500毫米鱼雷发射管以及一门105毫米口径甲板炮。UB-110号入役后曾被部署至佛兰德区舰队，并参与了大西洋潜艇战。在两次巡逻期间，该艇合共击沉1艘3709总吨的商船，另击伤1艘1137总吨的辅助军舰。1918年7月19日，UB-110号在泰恩河口附近遭英国皇家海军驱逐舰加里号击沉，造成艇内19名官兵阵亡、13人幸存。

## 设计
UB-110号是汉堡布洛姆与福斯船厂承建的第三批次（UB-103至UB-117号）UB-III型潜艇的八号艇，由德意志帝国海军潜艇监察局于1917年2月6日订购，至同年9月1日下水。其全长55.30米，舷宽5.80米。艇体采用双壳体结构，水面及水下排水量分别为510吨和629吨，浮起时的吃水深度为3.70米。由于无需像UC-II型艇那样提供水雷布设装置，设计工程师对潜艇舷弧进行了优化，增大了司令塔体积，配备两具潜望镜，司令塔与控制室之间增加一道水密舱壁。这些改进显著提高了潜艇的水下机动性和生存力。为了达到更高的航速，UB-110号采用两台猛狮-伏尔铿六缸四冲程550匹公制馬力（405千瓦特）柴油机用于水面运行，以及两台394匹公制馬力（290千瓦特）的玛菲电动发电机用于水下航行；水面最高航速13.3節（24.6每小時），水下7.5節（13.9每小時）；能够在水面以6節（11每小時）航速续航7,420海里（13,740），或以4節（7.4每小時）连续在水下航行55海里（102）而无需充电。
UB-110号的主武器为五具500毫米艇艏鱼雷发射管，其中艇艏四具采用层叠式布局分居两侧、艇艉一具，并可搭载合共10枚G6型鱼雷。辅助武器则是一门105毫米45倍径速射炮。其标准船员编制为3名军官加31名水兵。

## 服役历史
1918年3月23日，UB-110号正式入役，随即展开海试。其唯一一任艇长是曾先后执掌UB-2、UB-17、UB-39、UC-70、UC-17和UB-58号的经验丰富的指挥官——海军上尉维尔纳·菲尔布林格。完成海试后，该艇于6月27日被编入驻泽布吕赫的佛兰德区舰队，并参与了大西洋潜艇战。在两次巡逻期间，UB-110号共发射鱼雷袭击过两艘英国船舶，分别为斯普鲁科尔号（Sprucol）和索思伯勒号（Southborough）。斯普鲁科尔号是一艘注册吨位为1137吨的油轮，7月10日遇袭时正由英国皇家辅助舰队征用，它在英格兰东岸海域受损，但仍能坚持返回亨伯河口，没有人员伤亡。而3709总吨、从拉古莱特运载铁矿石前往蒂斯河的货轮索思伯勒号则无如此幸运了，它于7月16日在距斯卡布罗东北偏东约5海里（9.3）处沉没，共造成30人丧生。
1918年7月19日，UB-110号在约克郡北岸的在泰恩河口附近遭到英国皇家海军驱逐舰加里号袭击。在驱逐舰持续投掷深水炸弹后，潜艇被迫浮出水面，继而在54°39′N 0°55′W / 54.650°N 0.917°W被加里号撞沉。英国人的报告显示，UB-110号的沉没共导致13名官兵阵亡，另有15名幸存者。然而根据德国人的说法，除了两名无线电操作员外，其他所有人当时都从下沉的U艇中逃脱，但幸存者随后在水中遭到攻击，结果34名官兵中仅13人幸存。菲尔布林格在其战后回忆录中声称，当潜艇沉没后，加里号顶风停船，用左轮手枪和机枪向手无寸铁的船员开火。他表示自己目睹了年仅18岁的伙食兵被加里号的船员投掷煤块砸死。菲尔布林格还表示，当他试图帮助一名受伤的军官浮水时，此人却说：“让我安静地死去吧。那些猪猡无论如何都会杀了我们的”。回忆录中指出，直至驱逐舰护航的船队（当中包括许多悬挂中立国旗帜的船只）抵达现场时，射击才停止，这时“英国人就像施了魔法一样，把一些救生船放入水中”。
尽管加里号时任舰长、海军少校查尔斯·莱托勒在自己的回忆录中没有详细描述沉船事件，但他承认“拒绝接受投降”的事情，证实了菲尔布林格的说法。莱托勒解释称：“事实上，他们对我们的商船进行了残酷无情的攻击，却胆敢投降，这实在令人吃惊。驱逐舰与驱逐舰对阵，就像多佛尔巡逻队那样，才是不带偏袒的公平之争。人们可以遇到他们，并把他们视为一个体面的对手。但是对于潜艇上的人，我们却完全感到反感和憎恨；它们只是令人厌恶的东西，污染了洁净的海洋”。莱托勒因击沉UB-110号而获颁杰出服务十字勋章。

## 救援及打捞
鱼雷艇驱逐舰博内塔号到达现场较晚，救出了包括艇长菲尔布林格上尉在内的五名UB-110号幸存者，但其中一名轮机官在被捞出水面后便立即死在了甲板上。德国上尉尽管经历了磨难，但在海图室接受调查时仍然表现沉着冷静。菲尔布林格表达了德国将会赢得战争的观点，但他显然失算了，因为德国在六周后便战败。当时博内塔号的任务还包括从泰恩河口接回许多被德国潜艇袭击的渔船上的伤者、幸存者和遇难者。博内塔号的官兵可能并不知晓屠杀的发生。
UB-110号的残骸于1918年10月4日被打捞上岸，并移交泰恩河畔的斯旺亨特船厂拆解报废。泰恩-威尔档案馆通过Flickr相册《The sinking and raising of UB-110 （页面存档备份，存于）》展示了该艇在打捞上岸后的照片。在打捞过程中一个令人不安的发现是，该艇的一些鱼雷安装了磁性引信，这是英国人首次正确识别的。这些早期的磁性感应装置可靠性不佳，经常会过早地引爆它们的武器。

打捞后在沃尔森德旱坞内的UB-110号照片
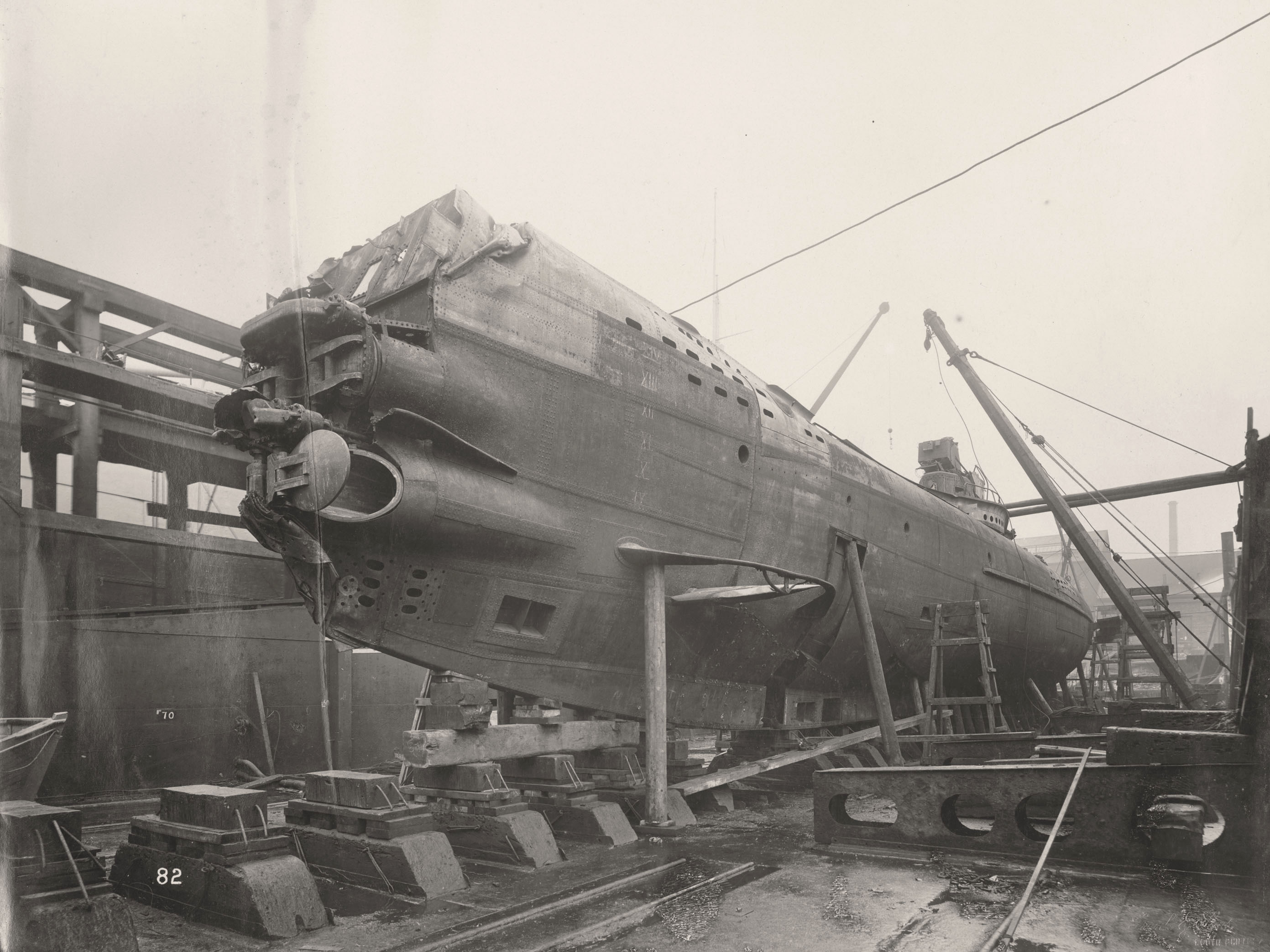
外观
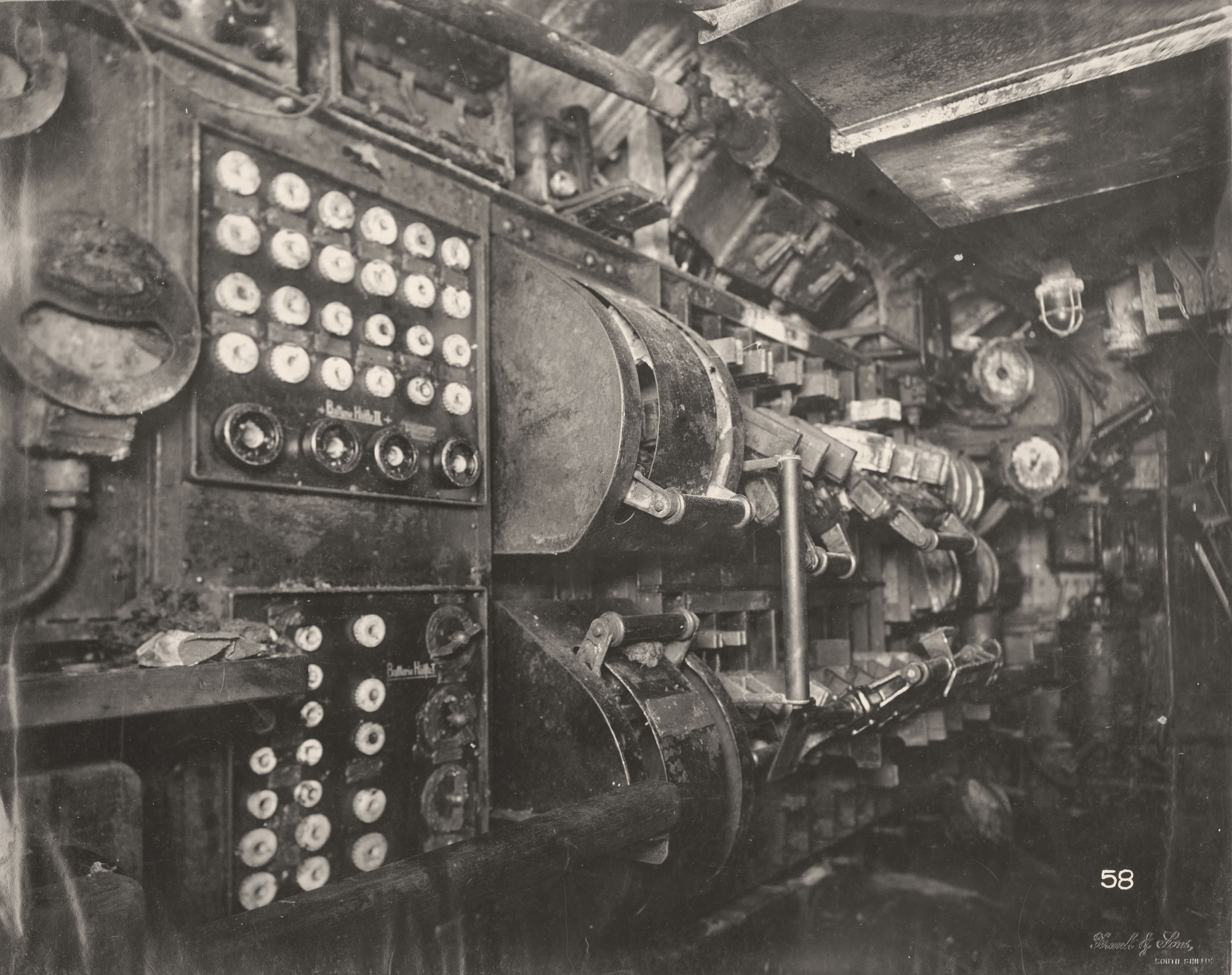
控制室电气设备
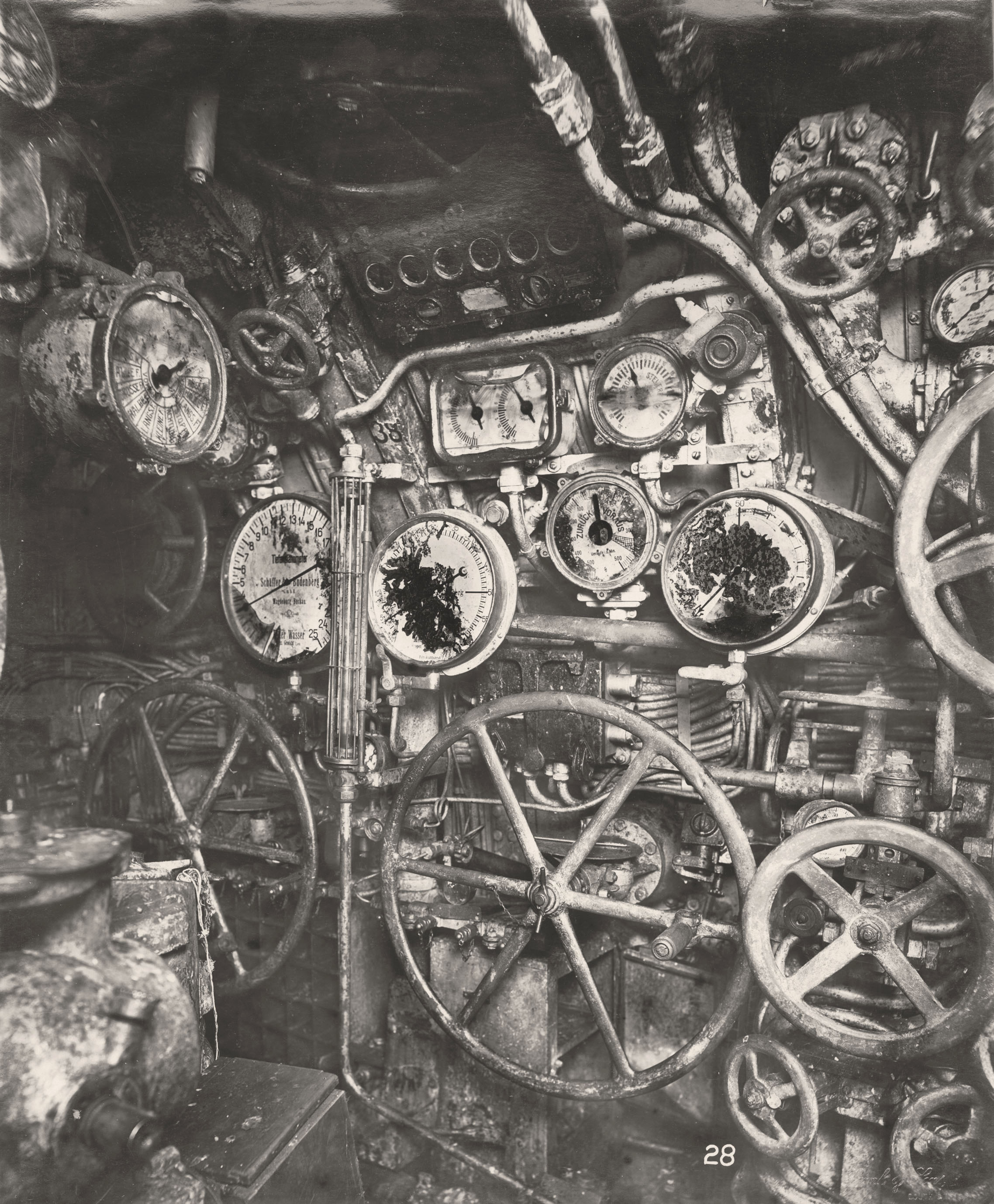
操作元件
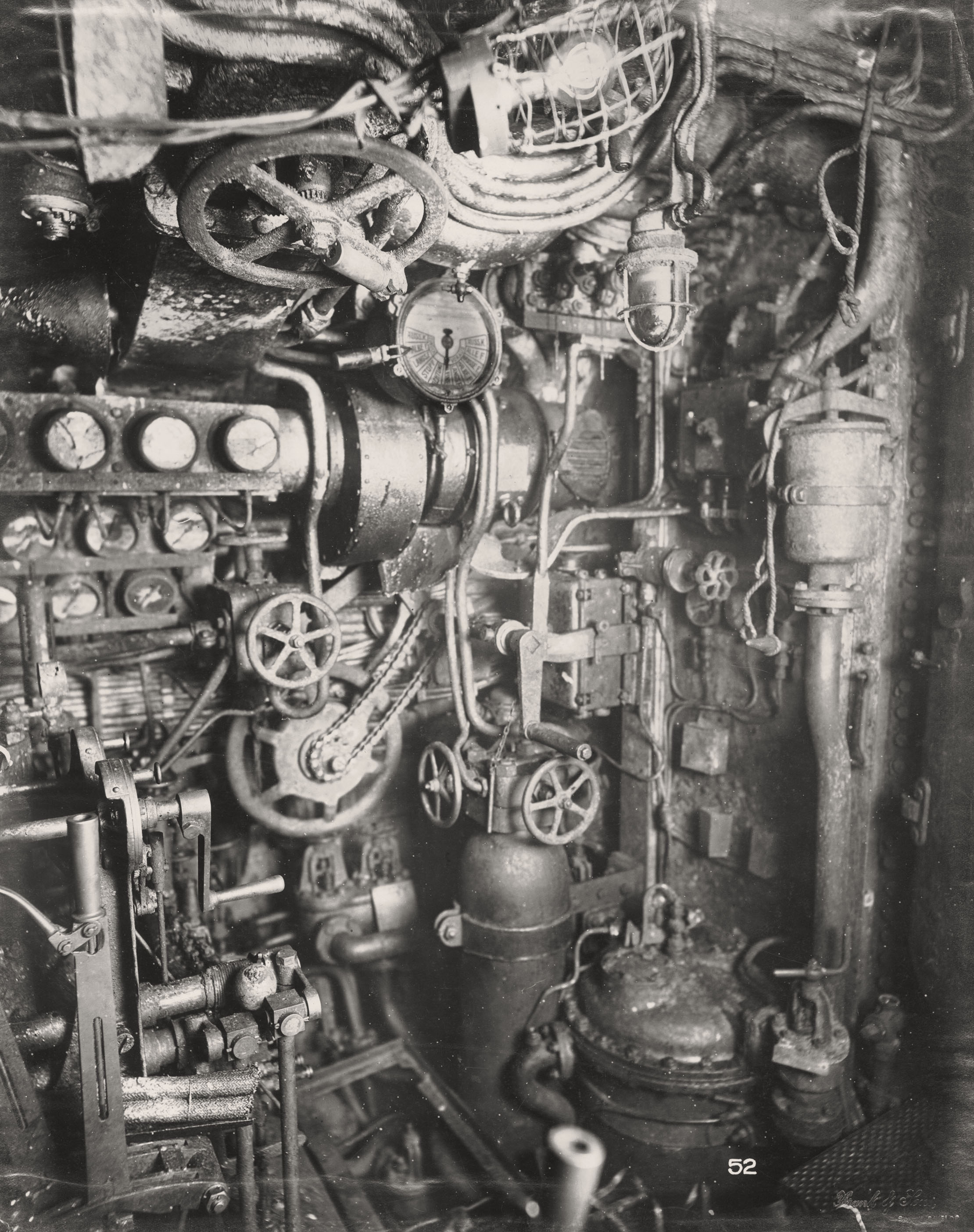
轮机舱
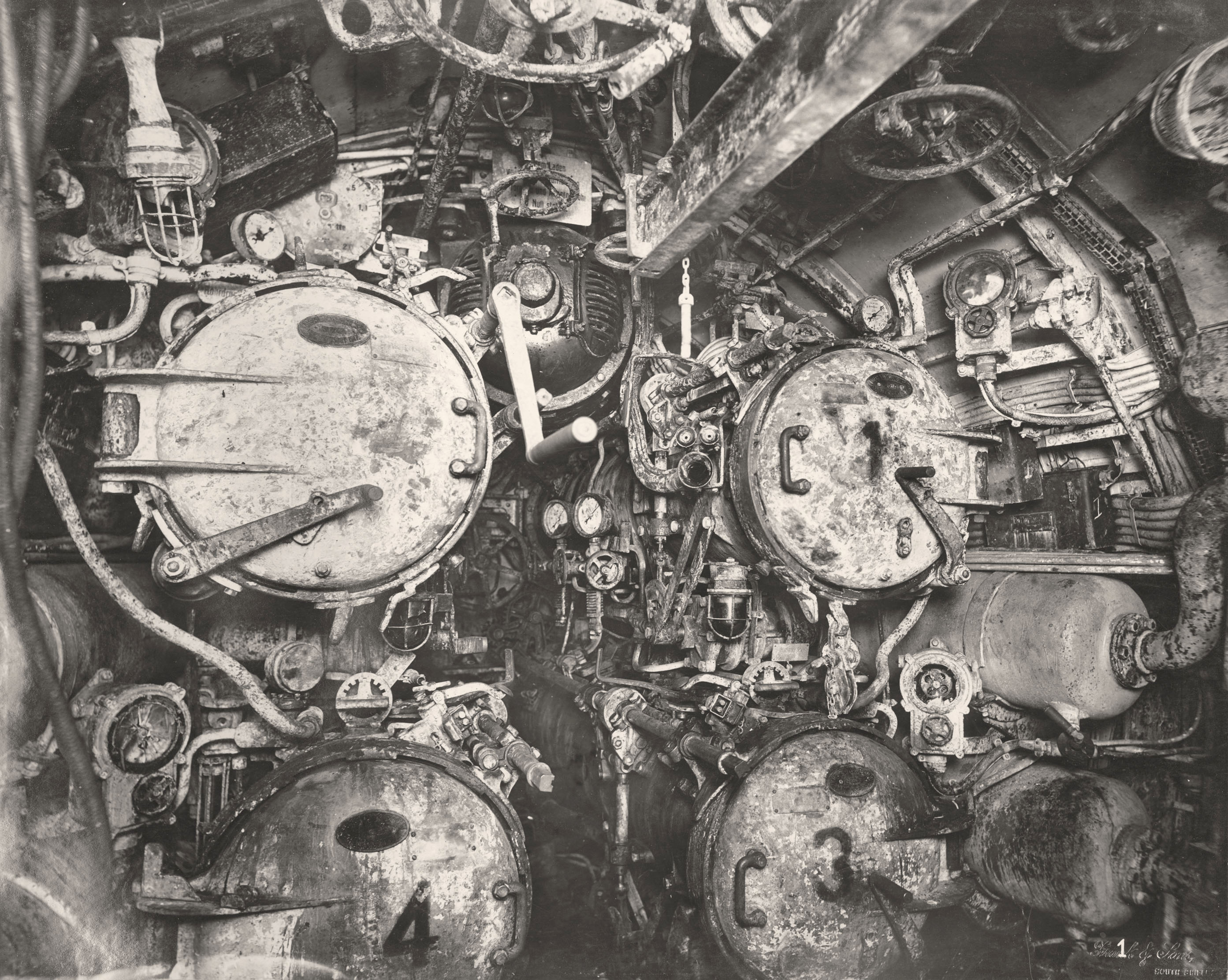
鱼雷发射管

## 袭击历史摘要
| 日期          | 船名         | 船籍             | 吨位 | 结局 |
| ------------- | ------------ | ---------------- | ---- | ---- |
| 1918年7月10日 | 斯普鲁科尔号 | 英国皇家辅助舰队 | 1137 | 击伤 |
| 1918年7月16日 | 索思伯勒号   | 英国             | 3709 | 击沉 |

## 脚注
1. ↑  Rössler，第66頁.
2. ↑  Helgason, Guðmundur. . German and Austrian U-boats of World War I - Kaiserliche Marine - Uboat.net.   [2022-06-06].
3. 1 2 3 4  Gröner 1991，第25-30頁.
4. 1 2  Helgason, Guðmundur. . German and Austrian U-boats of World War I - Kaiserliche Marine - Uboat.net.   [2015-03-09].
5. ↑  陈进，第239頁.
6. 1 2  Helgason, Guðmundur. . German and Austrian U-boats of World War I - Kaiserliche Marine - Uboat.net.   [2015-03-09].
7. ↑  Helgason, Guðmundur. . German and Austrian U-boats of World War I - Kaiserliche Marine - Uboat.net.   [2022-06-02].
8. ↑  Helgason, Guðmundur. . German and Austrian U-boats of World War I - Kaiserliche Marine - Uboat.net.   [2022-06-02].
9. ↑  Lightoller, C. Titanic and Other Ships （页面存档备份，存于）, ch.44, eBook at Gutenberg of Australia
10. ↑  Bendert，第179頁.
11. ↑  Fürbringer，第118-121頁.
12. ↑  Lightoller, Charles, Herbert. . Gutenberg Australia. 1935: Chapter 44  [2022-06-06]. （原始内容存档于2019-06-01）.
13. ↑  Boyd, Captain Robert Storrar. . ninetradesofdundee.co.uk. Self.   [2017-12-30]. （原始内容存档于2022-07-11）.
14. ↑  Admiralty.  Annual Report of the Torpedo School, 1918, p. 150.